# Nomina sacra
Nomina sacra (enkelvoud: nomen sacrum) betekent "heilige naam" in het Latijn.
Deze uitdrukking wordt gebruikt om de groep van namen van God of aanverwante begrippen aan te duiden die bij het schrijven van handschriften meestal werden afgekort door contractie.
In zijn boek Manuscripts of the Greek Bible geeft Bruce Metzger 15 dergelijke begrippen uit de Griekse papyrussen: God, heer, Jezus, Christus, zoon, geest, David, kruis, moeder, vader, Israël, verlosser, mens, Jeruzalem en hemel. Het nomen sacrum voor moeder werd niet gebruikt tot de vierde eeuw. De contractie of abbreviatuur werd aangeduid met een lijntje boven het woord.

## Gebruik
De eerste nomina sacra die in de vroegste christelijke documenten worden teruggevonden zijn Θεός, Κύριος, Χριστός, en Ἰησοῦς (God, heer, Christus en Jezus). Een tweede groep ‘‘nomina sacra’’ werden minder regelmatig afgekort en niet steeds op dezelfde wijze, het zijn: Πνεῦμα, Ἄνθρωπος en Σταυρός (geest, mens en kruis). De derde groep, Υἱός, Πατήρ, Δαυὶδ, Μήτηρ, Σωτήρ, Ἰσραήλ, Ἱερουσαλήμ en Οὐρανός (zoon, vader, David, moeder, verlosser, Israël, Jeruzalem en hemel) kwam pas later in gebruik en werd ook niet steeds op dezelfde manier gebruikt.
In het Latijn zijn niet alle 15 nomina sacra, die als dusdanig gekend zijn uit de Griekse teksten, overgenomen in dezelfde hoedanigheid. Men vindt, zeker in de oudere teksten, geen afkortingen voor verlosser, vader, moeder, kruis en hemel in de context van de nomina sacra en de afkortingen voor zoon en mens worden zeker niet uitsluitend gebruikt als nomen sacrum. In het latijn komt dan weer wel sanctus (heilig) voor als nomen sacrum in de associatie met spiritus (geest).
Het afkorten van een aantal woorden in een handschrift bleef natuurlijk niet beperkt tot het Grieks. Ook in het Latijn en in alle andere talen zoals ook in het Middelnederlands werd er driftig afgekort en de afkortingen beperkten zich niet tot de ‘‘nomina sacra’’, ook andere woorden werden afgekort. Wat we wel bij de ontwikkeling van nieuwe schriftsoorten meestal vaststellen is dat aanvankelijk de ‘‘nomina sacra’’ worden afgekort en dat andere abbreviaturen slechts later optreden. In de Latijnse manuscripten, zoals in de vernaculaire, zijn de afkortingen voor de ‘‘nomina sacra’’ niet standaard en overal gelijk, het gebeurt zelfs frequent dat men verschillende abbreviaturen vindt in hetzelfde manuscript en bij dezelfde scribent.

## Oorsprong
Sommige onderzoekers, voerden het gebruik van ‘‘nomina sacra’’ terug op de Joodse traditie van het tetragrammaton, waarbij de naam van God zonder klinkers werd geschreven. Het Hebreeuws werd vanouds alleen met medeklinkers geschreven. In latere tijd werden er klinkertekens toegevoegd als hulp bij de uitspraak. Deze klinkers horen dus niet bij de heilige, oorspronkelijke tekst. Omdat het verboden was de naam 'JHWH' uit te spreken, zei men bij het voorlezen van teksten meestal 'adonai' (mijn heer; eigenlijk een meervoudsvorm uit eerbied) als er 'JHWH' stond. De masoreten hebben daarom bij het overschrijven van teksten van de Tenach de naam 'JHWH' meestal voorzien van de klinkers van 'adonai'. In veel gevallen staat er 'Adonai JHWH' en in die gevallen werden de klinkers van het woord 'elohim' (God) ingevoegd, zodat men de woordcombinatie niet als 'adonai adonai' uitsprak, maar als 'adonai elohim'. De vroege christenen zouden dan in hun schriften deze traditie hebben overgenomen en de naam van God ook niet woordelijk hebben geschreven. Traube baseerde zich voor zijn these op het feit dat woorden als god, geest, vader, moeder, heer, mens etc. wel voluit werden geschreven als er geen heilige persoon mee bedoeld was. Bovendien waren de abbreviaturen die wel in gebruik waren in de vroege niet christelijke geschriften meestal suspensies terwijl de ‘‘nomina sacra’’ werden afgekort door contracties. Anderen schrijven dit dan toe aan joods-christelijke invloeden.
We kunnen wel vaststellen dat in de cursieve schriftsoorten, de schriften voor het snel schrijven dus, ook bij de niet christelijk schrijvers veel meer wordt afgekort en dat daar ook contracties worden gebruikt voor woorden die hoegenaamd niets met ‘‘nomina sacra’’ te maken hebben
Voor het standpunt van Traube pleit dan weer dat Christian van Stavelot, een monnik die het schrijven onderwees op de abdij van Stavelot, over het verschil van het gebruik van het nomen sacrum voor Jezus en de naam Joshua schreef (vrij vertaald): "Men schrijft de naam van Jezus met iota, èta en sigma, want de naam van God kan niet met letters worden verklaard, maar als het over een mens gaat schrijven we de naam met alle letters." Een ander voorbeeld vinden we in een Valerius Maximus uit Florence waar een corrector een groot aantal keer de afkortingen voor spiritus, sanctus en dominus heeft geëxpandeerd op die plaatsen waar ze niet in de theologische zin gebruikt werden. Dergelijke correcties zijn in talloze handschriften terug te vinden.
Samenvattend kan men stellen dat de specialisten het er nog steeds niet over eens zijn of het nu gewoon om afkortingen gaat dan wel om een bijzondere, geheiligde voorstelling, van het begrip.

## Latijnse abbreviaturen vannomina sacra
De gebruikte afkortingen zijn afhankelijk van het type schrift, de naamval van het afgekorte woord en dergelijke. Lindsay geeft hiervan een volledig overzicht. Hierbij enkele voorbeelden:
- Christus: xp, xps, xpm, xpum, chi, cho, chm, chri, chro, chrm
- David: dd, dad
- Deus: ds
- Dominus: dns, dn, dms, dom
- Hierusalem: hierusal, hierul, hierus, hierusl, hiers, hieru, hiru, hier, hir, hirm, ierl, hierlm, ihrlm
- Iesus: ihs, ihm, ihu, ihus, ihum
- Israel: isrl, isral, ihl, irl, ishl, isrhl, israhl, irl, srl
- Spiritus: spus, spum, spm, sps

## Lijst van de Grieksenomina sacra
| Nederlands | Grieks     | Nominatief | Genitief' |
| ---------- | ---------- | ---------- | --------- |
| God        | Θεος       | ΘΣ         | ΘΥ        |
| Heer       | Κυριος     | ΚΣ         | ΚΥ        |
| Jezus      | Ιησους     | ΙΣ         | ΙΥ        |
| Christus   | Χριστος    | ΧΣ         | ΧΥ        |
| Zoon       | Υιος       | ΥΣ         | ΥΥ        |
| Geest      | Πνευμα     | ΠΝΑ        | ΠΝΣ       |
| David      | Δαυειδ     | ΔΑΔ        |           |
| Kruis      | Σταυρος    | ΣΤΣ        | ΣΤΥ       |
| Moeder     | Μητηρ      | ΜΗΡ        | ΜΗΣ       |
| Vader      | Πατηρ      | ΠΗΡ        | ΠΡΣ       |
| Israël     | Ισραηλ     | ΙΗΛ        |           |
| Verlosser  | Σωτηρ      | ΣΗΡ        | ΣΡΣ       |
| Mens       | Ανθρωπος   | ΑΝΟΣ       | ΑΝΟΥ      |
| Jerusalem  | Ιερουσαλημ | ΙΛΗΜ       |           |
| Hemel      | Ουρανος    | ΟΥΝΟΣ      | ΟΥΝΟΥ     |

## Lijst van manuscripten van het Nieuwe Testament dienomina sacrabevatten[14]
| Grieks manuscript                                     | Datum van het manuscript | Gebruikte Nomina Sacra |
| ----------------------------------------------------- | ------------------------ | --- |
| P1(P. Oxy. 2)                                         | 250                      | ΙΥ ΙΣ ΧΥ ΥΥ ΚΥ ΠΝΣ |
| P4 (Suppl. Gr. 1120)                                  | 66 - 175                 | ΘΣ ΘΥ ΚΥ ΚΣ ΠΝΙ ΠΝΟΣ ΠΝΑ ΧΣ ΙΥ ΙΣ |
| P5 (P. Oxy. 208 + 1781)                               | 200                      | ΙΗΝ ΙΗΣ ΠΡ ΠΡΑ ΠΡΣ ΘΥ |
| P9 (P. Oxy. 402)                                      | 200 - 300                | ΘΣ ΧΡΣ |
| P12 (P. Amherst. 3b)                                  | 250 - 300                | ΘΣ |
| P13 (P. Oxy. 657 + PSI 1292)                          | 225 - 250                | ΘΣ ΘΝ ΘΥ ΘΩ ΙΣ ΙΝ ΙΥ ΚΣ ΚΥ |
| P15 (P. Oxy. 1008)                                    | 250 - 300                | ΚΩ ΚΥ ΧΥ ΑΝΩΝ ΑΝΩ ΠΝΑ ΘΝ ΚΜΟΥ |
| P16 (P. Oxy. 1009)                                    | 250 - 300                | ΘΥ ΙΥ ΧΩ |
| P17 (P. Oxy. 1078)                                    | 250                      | Θ |
| P18 (P. Oxy. 1079)                                    | 250 - 300                | ΙΗ ΧΡ ΘΩ |
| P20 (P. Oxy. 1171)                                    | 250                      | ΠΝΣ ΚΝ ΘΥ |
| P22 (P. Oxy. 1228)                                    | 250                      | ΠΣ ΠΝΑ ΠΡΣ ΠΡ ΙΗ ΑΝΟΣ |
| P24 (P. Oxy. 1230)                                    | 275 - 300                | ΠΝΑ ΘΥ |
| P27 (P. Oxy. 1395)                                    | 250                      | ΘΥ ΚΩ |
| P28 (P. Oxy. 1596)                                    | 275 - 300                | ΙΣ ΙΝ |
| P29 (P. Oxy. 1597)                                    | 200 - 225                | ΘΣ ΘΝ |
| P30 (P. Oxy. 1598)                                    | 200                      | ΚΥ ΚΝ ΘΩ ΙΗ |
| P32 (P. Rylands 5)                                    | 150 - 200                | ΘΥ |
| P35 (PSI 1)                                           | 200 - 300                | ΚΣ ΚΥ |
| P37 (P. Mich. Inv. 1570)                              | 250                      | ΚΕ ΙΗΣ ΠΝΑ ΙΗΣΥ |
| P38 (P. Mich. Inv. 1571)                              | 175 - 225                | ΧΡΝ ΠΝΑ ΚΥ ΙΗΝ ΙΗΥ ΠΝΤΑ |
| P39 (P. Oxy. 1780)                                    | 200 - 250                | ΠΗΡ ΠΡΑ ΙΗΣ |
| P40 (P.Heldelberg G. 645)                             | 200 - 300                | ΘΣ ΘΥ ΘΝ ΙΥ ΧΩ ΧΥ |
| P45 (Papyri Chester Beatty I)                         | 200                      | ΚΕ ΚΣ ΚΝ ΚΥ ΣΡΝΑΙ ΙΗ ΙΥ ΙΗΣ ΠΡ ΠΡΣ ΠΡΑ ΠΡΙ ΘΥ ΘΝ ΘΩ ΘΣ ΠΝΙ ΠΝΣ ΠΝΑ ΥΝ ΥΕ ΥΣ ΥΩ ΣΡΝ ΧΡ |
| P46 (Papyri Chester Beatty II + P. Mich. Inv. 6238)   | 80 - 150                 | ΚΕ ΚΝ ΚΥ ΚΩ ΚΣ ΧΡΩ ΧΡΥ ΧΡΝ ΧΝ ΧΣ ΧΩ ΧΥ ΧΡΣ ΙΗΥ ΙΗΝ ΙΗΣ ΘΩ ΘΥ ΘΝ ΘΣ ΠΝΑ ΠΝΙ ΠΝΣ ΥΙΥ ΥΙΝ ΥΙΣ ΥΝ ΣΤΡΕΣ ΣΤΡΝ ΣΤΡΩ ΣΤΡΟΣ ΣΤΡΟΥ ΕΣΤΡΟΝ ΕΣΤΡΑΙ ΕΣΤΑΝ ΣΤΟΥ ΑΙΜΑ ΑΝΟΥ ΑΝΟΝ ΑΝΟΣ ΑΝΩΝ ΑΝΟΙΣ ΠΡΙ ΠΗΡ ΠΡΑ ΠΡΣ ΙΥ |
| P47 (Papyri Chester Beatty III)                       | 250 - 300                | ΘΥ ΘΣ ΘΝ ΘΩ ΑΘΝ ΚΣ ΚΕ ΚΥ ΕΣΤΡΩ ΠΝΑ ΧΥ ΠΡΣ |
| P48 (PSI 1165)                                        | 200 - 300                | ΥΣ |
| P49 (P.Yale 415 + 531)                                | 250                      | ΚΩ ΘΥ ΘΣ ΙΥ ΠΝ ΧΣ ΧΥ ΧΩ |
| P50 (P. Yal 1543)                                     | 275 - 300                | ΙΛΗΜ ΠΝΑ ΑΝΟΣ ΘΣ ΘΥ |
| P53 (P. Mich. inv. 6652                               | 260                      | ΠΡΣ ΙΗΣ ΠΕΡ ΚΝ |
| P64 (Gr. 17)                                          | 66 - 175                 | ΙΣ |
| P65 (PSI XIV 1373)                                    | 250                      | ΧΥ ΘΣ |
| P66 (P. Bodmer II + Inv. Nr. 4274/4298                | 90 - 130                 | |
| P69 (P. Oxy. 2383)                                    | 250                      | ΙΗΝ |
| P70 (P. Oxy. 2384 + PSI Inv. CNR 419, 420)            | 250 - 300                | ΥΝ ΙΣ ΠΗΡ |
| P72 (Papyri Bodmer VII et VIII)                       | 250 - 300                | ΙΥ ΙΗΥ ΙΗΝ ΧΡΥ ΧΡΝ ΧΡΣ ΧΡΩ ΘΥ ΘΣ ΘΝ ΘΩ ΠΡΣ ΠΑΡ ΠΤΡΑ ΠΡΙ ΠΝΣ ΠΝΑ ΠΝΑΙ ΠΝΙ ΠΝΤΙ ΚΥ ΚΣ ΚΝ ΚΩ ΑΝΟΙ |
| P75 (Papyri Bodmer XIV et XV)                         | 125 - 190                | |
| P78 (P. Oxy 2684)                                     | 250 - 300                | ΚΝ ΙΗΝ ΧΡΝ |
| P90 (P. Oxy 3523)                                     | 150 - 175                | ΙΗΣ |
| P91 (P. Mil. Vogl. Inv. 1224 + P. Macquarie Inv. 360) | 250                      | ΘΥ ΘΣ ΠΡΣ ΧΡΝ ΙΗΝ |
| P92 (P. Narmuthis 69.39a + 69.229a)                   | 250 - 275                | ΧΡΩ ΚΥ ΘΥ |
| P100 (P. Oxy 4449)                                    | 275 - 300                | ΚΥ ΚΣ |
| P101 (P. Oxy 4401)                                    | 200 - 250                | ΥΣ ΠΝΑ ΠΝΙ |
| P106 (P. Oxy 4445)                                    | 200 - 250                | ΠΝΑ ΠΝΙ ΧΡΣ ΙΗΝ ΙΗΣ |
| P108 (P. Oxy 4447)                                    | 175 - 200                | ΙΗΣ ΙΗΝ |
| P110                                                  | 250 - 300                | ΚΣ |
| P111 (P. Oxy 4495)                                    | 200 - 250                | ΙΗΥ |
| P113 (P. Oxy 4497)                                    | 200 - 300                | ΠΝΙ |
| P114 (P. Oxy 4498)                                    | 250 - 300                | ΘΣ |
| P115 (P. Oxy 4499)                                    | 225 - 275                | ΙΗΛ ΑΥΤΟΥ ΠΡΣ ΘΩ ΘΥ ΑΝΩΝ ΠΝΑ ΟΥΝΟΥ ΟΥΝΟΝ ΚΥ ΘΝ ΑΝΟΥ ΟΥΝΩ |
| 0162 (P. Oxy 847)                                     | 275 - 300                | ΙΗΣ ΙΣ ΠΡΣ |
| 0171 (PSI 2.124)                                      | 275 - 300                | ΚΣ ΙΗΣ |
| 0189 (P. Berlin 11765)                                | 175 - 200                | ΑΝΟΣ ΠΝΑ ΚΥ ΚΩ ΙΛΗΜ ΘΩ ΙΣΗΛ |
| 0220 (MS 113)                                         | 275 - 300                | ΚΝ ΙΥ ΙΝ ΧΥ ΘΥ |